# 레반트

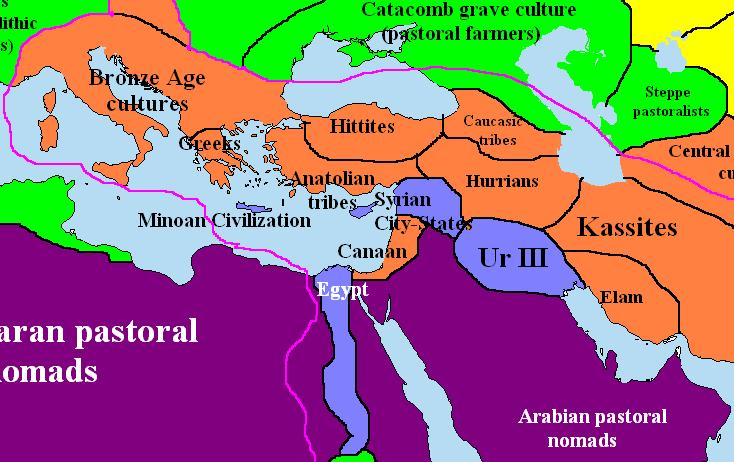
기원전 2000년경의 고대 근동과 지중해: 지도에서 시리아 도시 국가(Syrian City-States) 지역과 가나안(Canaan) 지역이 레반트에 해당한다.

레반트(영어: Levant)는 서아시아에서 동지중해를 가리키는 용어이다. 현대 고고학과 다른 문화적 범위를 고려한 가장 좁은 의미의 레반트는 키프로스와 지중해와 접한 서아시아 지역을 가리키며, 오늘날 이스라엘, 팔레스타인, 요르단, 시리아, 레바논, 그리고 유프라테스강 이남의 튀르키예 지역을 아우르는 역사적 시리아와 일맥상통한다. 이 경우 이 지역의 특징은 아프리카와 아시아를 잇는 육교 역할을 했다는 것이다. 가장 넓은 역사적 의미에서 본다면, 레반트는 동지중해 일대의 모든 국가와 섬을 포함한다. 이 경우 레반트에 포함되는 지역에는 남유럽의 그리스부터 튀르키예 및 이집트 전부와 리비아의 키레나이카 지역을 포함한다.
13세기와 14세기 "Levante"는 그리스, 아나톨리아, 시리아-팔레스타인, 이집트를 포함하는 동지중해에서의 이탈리아 상업 권역을 지칭하는 말로, 베네치아 공화국의 동쪽을 의미했다. 이후 레반트는 시리아-팔레스타인과 이집트에 있는 이슬람 국가들을 지칭하는 용어가 되었다. 15세기 말 프랑스어로부터 레반트라는 용어가 영어에 도입되었다. "레반트"라는 용어는 이탈리아어 "Levante"에서 유래했는데, 레반트는 이탈리아어로 "떠오른다"를 의미했고 이는 동쪽에서 해가 떠오른다는 의미가 숨겨져 있었다. 이에 따라 이 시기에 레반트는 "태양이 떠오르는, 동쪽의 지역"이라는 의미를 지닌 알마슈리크(ٱلْمَشْرِق)와 동일한 의미를 같게 된다.

## 인구
레반트에서 가장 큰 종교 집단은 이슬람교도이고 가장 큰 인종 집단은 아랍인이다. 레반트인들은 주로 이슬람 이전 아랍어 방언과 헤자지 아랍어가 혼합된 아랍어 방언인 레반트 아랍어를 사용한다. 이들은 청동기 시대와 철기 시대에 고대 근동 지역에 거주했던 많은 고대 셈어를 사용하는 민족의 조상이다. 다른 아랍인으로는 시리아 사막과 나캅에 거주하는 베두인 아랍인이 있으며, 아라비아 반도에서 유래한 베두인 아랍어로 알려진 방언을 사용한다. 레반트의 다른 소수 민족으로는 체르케스인, 체첸인, 투르크인, 유대인, 투르크멘인, 아시리아인, 쿠르드인, 나와르인, 아르메니아인이 있다.
이슬람교는 7세기에 이슬람교도가 레반트 지역을 정복한 이후 이 지역의 주요 종교가 되었다. 레반트 무슬림의 대다수는 알라위파(Alawite)와 Shia(Twelver 및 Nizari Ismaili) 소수파를 포함한 수니파이다. 알라위파와 이스마일리 시아파는 주로 하타이와 시리아 해안 산맥에 거주하며, 12개 시아파는 주로 레바논 일부에 집중되어 있다.
레반트 기독교 그룹은 많으며 그리스 정교회(안티오키아 그리스), 시리아 정교회, 동방 가톨릭(시리아 가톨릭, 멜카이트 및 마론파), 로마 가톨릭(라틴), 네스토리안, 개신교를 포함한다. 아르메니아인은 대부분 아르메니아 사도 교회에 속해 있다. 로마 카톨릭을 고수하는 레반트인이나 프랑코-레반트인도 있다. 동방 아시리아 교회와 칼데아 가톨릭 교회에 속한 아시리아인들도 있다.
레반트의 다른 종교 집단으로는 유대인, 사마리아인, 야지디족, 드루즈족이 있다.
또한 이 지역에는 성원 알아크사(Masjid Al-Aqsa), 성묘 교회, 예루살렘의 통곡의 벽(Western Wall), 다마스커스의 사이이다 자이나브 모스크(Sayyidah Zainab Mosque), 하타이의 안티오크(Antioch) 등 아브라함 종교에 있어 종교적으로 중요한 유적지가 많이 있다.

## 같이 보기
- 비옥한 초승달 지대
- 마슈리크
- 메소포타미아
- 중동
- 근동
- 서아시아
- 레반트해

## 참고 문헌
- Gagarin, Michael (2009년 12월 31일), 《Ancient Greece and Rome》 1, Oxford University Press, Incorporated, 247쪽, ISBN 978-0-19-517072-6